# 薄定吉

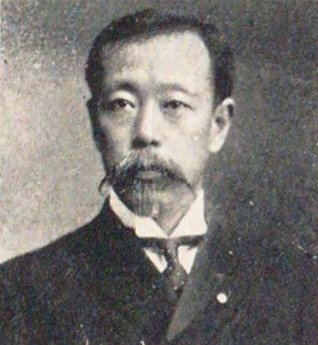
薄定吉

薄 定吉（すすき さだきち、1862年2月14日（文久2年1月16日） - 1927年（昭和2年）12月16日）は、日本の教育者、内務官僚。官選岐阜県知事、長崎市長。旧名・定右衛門。

## 経歴
備前国岡山城下門田屋敷出身。岡山藩士の家に生まれる。岡山中学校、大阪専門学校予科、築地大学校を経て、1882年7月、東京大学予備門を卒業。さらに1888年7月、帝国大学法科大学を卒業した。
1888年8月、第四高等中学校教諭に就任。さらに同校教授となる。1891年1月、内務省に転じ内務省試補となる。以後、図書局勤務、県治局勤務、鹿児島県参事官、同兼内務部第三課長、同兼内務部第一課長、長崎県参事官、同兼内務部第三課長、同兼内務部第五課長、群馬県書記官、山梨県書記官、奈良県書記官、鳥取県書記官、宮城県書記官、同事務官・第一部長、同兼第三部長などを歴任。
1906年11月、岐阜県知事に就任。知事官舎新築、蚕業試験場の設置、県外移出米検査制度の創設、産業組合の奨励などを推進した。1913年6月、知事を辞職し退官した。同年8月21日、長崎市長に就任するも翌月18日に辞職した。

## 栄典
位階
- 1906年（明治39年）12月27日 - 正五位[5]
- 1912年（明治45年）1月31日 - 従四位[6]

勲章
- 1910年（明治43年）12月26日 - 勲三等瑞宝章[7]